# Hematoma septal
El hematoma del tabique nasal es una afección que afecta el tabique nasal. Se puede asociar con un traumatismo.
Un hematoma septal es sangre que se acumula en el espacio entre el cartílago septal y el pericondrio suprayacente (una sección transversal de la porción cartilaginosa del tabique nasal). Un hematoma puede privar al cartílago septal del suministro de sangre de la mucosa suprayacente y puede provocar secuelas permanentes.
El cartílago septal no tiene riego sanguíneo propio y recibirá todos sus nutrientes y oxígeno del pericondrio. Un hematoma septal no tratado puede conducir a la destrucción del tabique y es necesario un drenaje inmediato. El diagnóstico o el tratamiento oportunos de los hematomas septales pueden causar lo que se denomina deformidad de la nariz en silla de montar. 
Esta afección es más común en los niños porque el tabique es más grueso y el revestimiento más flexible.